# Alois von Reding

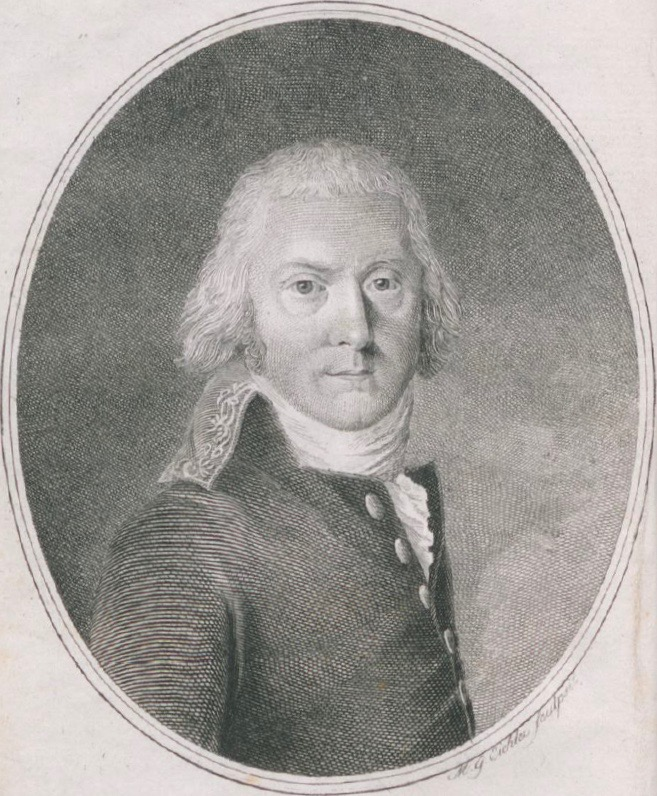
Alois von Reding.

Alois Josef Fridolin Reding von Biberegg, född den 6 mars 1765 i Schwyz, död där den 5 februari 1818, var en schweizisk politiker och militär. Han var bror till Theodor von Reding.
von Reding tillhörde en gammal släkt i Schweiz med anor från 1300-talet, ur vilken många i utländsk tjänst anställda krigare framgått. Han tjänade i Spaniens härar till 1796, trädde 1798 i spetsen för uppresningen mot Frankrikes inblandning i de schweiziska angelägenheterna, gjorde med kantonen Schwyz lantbefolkning ett hjältemodigt motstånd mot fransmännen vid Sihl och vid Rothenthurm och Morgarten den 2–3 maj, men måste ge vika för övermakten; den 4 maj kapitulerade Schwyz. von Reding inträdde därefter som senator i Helvetiska republikens lagstiftande råd. Ett försök till uppresning 1799, i sammanhang med andra koalitionskriget mot Frankrike, ådrog honom landsförvisning. Oktober 1801–april 1802 var von Reding republikens förste landammann. Ett försök att ombilda författningen i federalistisk riktning hösten 1802 slutade med att fransmännen intervenerade och att von Reding en tid hölls häktad på Aarburgs fästning. Han frigavs snart och blev 1803 ånyo som landammann sin kantons styresman. Åren 1813–1814 verkade han som schweizisk diplomat hos de allierade, först i Frankfurt, sedan i Paris, för den schweiziska neutralitetens erkännande; han erhöll 1814 av Ludvig XVIII en ärftlig grevetitel.